# 白崇禧公馆旧址 (南京)
白崇禧公馆旧址位于中国江苏省南京市玄武区大悲巷雍园1号，梅园新村东北侧，院内为采用红砖砌筑、相对而立的两层西式楼房两栋及门房、车库等，外以高2.6米的围墙环绕。

## 历史
该建筑原为某富商所有，1947年至1949年4月由白崇禧租下并作为其在南京的主要居住活动场所。1950年代末被分隔为南北两院，现由军区和省委的离休干部居住。此外白崇禧在南京的住所还包括兰园9号、大方巷12号和清凉山89号。